# Partido judicial de Segovia
El Partido de Segovia es uno de los cuatro partidos judiciales que integran la provincia de Segovia. La cabeza de este partido administrativo (n.º 1) es la ciudad y municipio de Segovia. Engloba a 103 687 habitantes (2024) y está integrado por 52 municipios, con una representación de 15 diputados provinciales.

## Municipios
| Código INE | Municipio                   | Población (2024) |
| ---------- | --------------------------- | ---------------- |
| 40001      | Abades                      | 859              |
| 40002      | Adrada de Pirón             | 40               |
| 40012      | Aldea Real                  | 287              |
| 40007      | Aldealengua de Pedraza      | 79               |
| 40020      | Arcones                     | 180              |
| 40026      | Basardilla                  | 136              |
| 40031      | Bernuy de Porreros          | 1247             |
| 40033      | Brieva                      | 86               |
| 40035      | Cabañas de Polendos         | 199              |
| 40041      | Cantimpalos                 | 1427             |
| 40045      | Casla                       | 155              |
| 40059      | Collado Hermoso             | 118              |
| 40076      | El Espinar                  | 10 145           |
| 40072      | Encinillas                  | 352              |
| 40073      | Escalona del Prado          | 468              |
| 40074      | Escarabajosa de Cabezas     | 276              |
| 40075      | Escobar de Polendos         | 166              |
| 40077      | Espirdo                     | 1607             |
| 40093      | Gallegos                    | 93               |
| 40101      | Hontanares de Eresma        | 1662             |
| 40112      | La Lastrilla                | 4697             |
| 40113      | La Losa                     | 531              |
| 40103      | Los Huertos                 | 170              |
| 40123      | Matabuena                   | 207              |
| 40134      | Mozoncillo                  | 907              |
| 40139      | Navafría                    | 279              |
| 40904      | Navas de Riofrío            | 439              |
| 40146      | Navas de San Antonio        | 366              |
| 40901      | Ortigosa del Monte          | 587              |
| 40152      | Otero de Herreros           | 966              |
| 40155      | Palazuelos de Eresma        | 5968             |
| 40156      | Pedraza                     | 349              |
| 40157      | Pelayos del Arroyo          | 48               |
| 40162      | Prádena                     | 468              |
| 40181      | Real Sitio de San Ildefonso | 5205             |
| 40173      | Roda de Eresma              | 253              |
| 40906      | San Cristóbal de Segovia    | 3153             |
| 40188      | Santiuste de Pedraza        | 85               |
| 40190      | Santo Domingo de Pirón      | 51               |
| 40194      | Segovia                     | 51 525           |
| 40199      | Sotosalbos                  | 135              |
| 40200      | Tabanera la Luenga          | 53               |
| 40206      | Torre Val de San Pedro      | 180              |
| 40203      | Torrecaballeros             | 1496             |
| 40205      | Torreiglesias               | 256              |
| 40207      | Trescasas                   | 1105             |
| 40211      | Valdeprados                 | 60               |
| 40214      | Valseca                     | 218              |
| 40216      | Valverde del Majano         | 1126             |
| 40223      | Vegas de Matute             | 339              |
| 40231      | Yanguas de Eresma           | 117              |
| 40233      | Zarzuela del Monte          | 498              |